# Роккабьянка
Роккабья́нка (итал. Roccabianca, эмил.-ром. Rocabiànca ) — коммуна в Италии, в регионе Эмилия-Романья, в провинции Парма. Состоит из восьми фракций: Альтоко, Рагаццолы, Ригозы, Роккабьянки, Сальде, Станьо, Фонтанелле и Фоссы. Занимает территорию в 40,15 км². Население составляет 2966 человек (по данным статистики на январь 2018 года).

## Физико-географическая характеристика
Территория коммуны расположена на Паданской низменности на правом берегу реки По, в междуречье Таро и Стироне.

## Топоним
Современное название коммуны появилось в XV веке. До этого она называлась Редзинольдо или Арценольдо. Роккабьянка в переводе с итальянского языка означает «крепость Бьянки» или «белая крепость». Ныне это фортификационное сооружение в центре коммуны известно под названием «крепость Росси». Её для своей фаворитки — Бьянки Пеллегрини построил в своём феоде Пьер Мария II де Росси, граф Сан-Секондо. По другой версии, менее распространённой, название коммуне дал белый цвет крепости, в то время полностью покрытой штукатуркой.

## История

### Ранние поселения
Самое раннее документированное свидетельство о поселениях на территории коммуны относится к 894 году, когда король Арнульф передал пармскому епископу Вибоду в личное владение земли Фоссы и Станьо. Последний завещал их капитулу пармского собора. Поместья Станьо и Толароло упоминаются в указе императора Генриха IV от 1058 года, как принадлежащие роду Борджи или Да Борго из Кремоны.

### Феод
Впервые под названием Редзинольдо коммуна упоминается в указе императора Фридриха I от 1189 года, в котором он передал этот феод во владение маркграфу Оберто Паллавичино. В 1375 году семья Росси, владевшая соседним феодом Сан-Секондо, приобрела у Кабрино Да Борго все его земли, а семья Паллавичино точно также приобрела все земли у Родольденго Да Борго. В 1376 году король Вацлав подтвердил права Никколо Паллавичино на Рагаццолу. В 1416 году император Сигизмунд подтвердил права братьев Джакомо и Пьера Марии I де Росси на Редзинольдо. Вскоре между семьями Росси и Паллавичино разгорелся конфликт, итогом которого стал захват последними владений Дзибелло, Рагаццолы и Редзинольдо. В 1449 году, чтобы прекратить конфликт между феодалами, миланский герцог Франческо Сфорца признал все права на феод за семьёй Росси. В 1450—1465 годах, по приказу Пьера Марии II де Росси, графа Сан-Секондо в Редзинольдо была построена крепость. В 1467 году он передал её во владение своей фаворитке Бьянке Пеллегрини. С того времени за феодом закрепилось современное название.
К 1480 году, после прихода к власти миланского герцога Лодовико Сфорца, вступившего в союз с семьями Паллавичино и Санвитале, с которыми конфликтовала семья Росси, ситуация вокруг феода снова ухудшилась. Из-за возобновившейся междоусобицы, жители Станьо и Толароло были вынуждены уничтожить свои жилища и укрыться в крепости, гарнизон которой был усилен подкреплением из феода Сан-Секондо. Однако во время войны Росси, после двадцатидневной осады, крепость была захвачена Джанфранческо I Паллавичино. Паллавичино владели Роккабьянкой до 1523 года. В 1524 году феод перешёл во владение Лудовико Рангони из Модены, зятя Роландо Паллавичино. Споры за владение феодом между семьями Рангони, Паллавичино и Росси закончились в 1630 году, когда семья Рангони признала права на маркграфство Дзибелло за семьёй Паллавичино, во владение которой также вернулась Роккабьянка. В 1762—1786 годах феод находился в ведении пармской герцогской палаты. Со смертью Алессандро Паллавичино, не оставившего наследников, в 1831 году Роккабьянка перешла во владение герцогов Пармы и Пьяченцы.

### Коммуна
В 1901 году во фракции Фонтанелле свой первый сельскохозяйственный кооператив открыл политик-социалист Джованни Фараболи.

## Административное деление и управление

Коммуна на карте провинции Парма

## Экономика
Главная отрасль местной экономики — сельское хозяйство. Роккабьянка входит в пятый аграрный регион провинции Парма — «Равнина Буссето». В коммуне развито растениеводство (виноградарство, овощеводство, садоводство) и мясо-молочное животноводство (скотоводство, свиноводство, птицеводство). Выращивают зерновые (пшеницу, кукурузу) и кормовые культуры (травы), овощи (свеклу, томаты). Разводят крупный рогатый скот. Главным продуктом пищевой промышленности является пармезан.
В Роккабьянке функционируют ликеро-водочный и комбикормовый заводы, компании по производству пластмасс и строительные компании. Присутствует традиционное ремесло — плетение мебели из камыша.

## Культура
Покровителем коммуны почитается Архангел Михаил, празднование 29 сентября.

### Известные уроженцы и жители
Во фракции Фонтанелле родились писатель Джованнино Гварески и художник Луиджи Маркези. Во фракции Станьо родились художники Джованни Вольтини и Ремо Гайбацци. В самой Роккабьянке родился миссионер-саверианец Августо Аццолини.